# Bodhidharma
Pour les articles homonymes, voir Damo.
Premier patriarche du Chan
et 28e patriarche indien du zen
Prajñātāra Huike
Bodhidharma (sanskrit en devanāgarī : बोधिधर्म « enseignement de sagesse » ; chinois simplifié : 菩提达摩, pútídámó  ou 達摩, dámó ; japonais : 達磨, daruma ; c. fin du Ve et début du VIe siècle), moine bouddhiste d'origine perse ou d'Inde,, est le fondateur légendaire en Chine de l'école Chan, courant contemplatif (dhyāna) du mahāyāna, devenue au Japon l’école zen connue en Occident. L’école Chan prétendant remonter au Bouddha, Bodhidharma est considéré comme son 28e patriarche et comme son premier patriarche chinois.
Il existe peu d'informations biographiques qui lui soient contemporaines, et les indications subséquentes ont été surchargées de légendes. Les principales sources chinoises divergent sur ses origines, le faisant venir soit d'Inde ou d'Empire persan (en),,,.
Dans tout l'art bouddhique, Bodhidharma est dépeint sous les traits d'un non-Chinois au mauvais caractère, barbu un peu hirsute, aux grands yeux surmontés de sourcils broussailleux et à l’air sombre. Il est surnommé "Le grand voyageur" et "Le barbare aux yeux clairs" (chinois : 碧眼胡 ; pinyin : Bìyǎnhú) dans les textes chán.
En plus des textes chinois, de nombreuses traditions populaires courent sur les origines de Bodhidharma.
Le Nouveau recueil de biographies des moines éminents le fait arriver en Chine durant la dynastie Liu-Song (420-479), opinion retenue par la majorité des spécialistes, mais L’Anthologie de la salle du patriarche situe sa venue sous les Liang (502-557). Toutes les sources s’accordent pour situer l’essentiel de son activité dans le royaume des Wei du Nord.

## Biographies
Il n'existe que très peu d’indications solides sur sa vie. Les sources biographiques les moins succinctes sont aussi les plus tardives, ce qui augure mal de leurs fiabilités. La plus ancienne est la brève notice de Tanlin (曇林 ; 506-574), disciple de Huike — ou selon certains, de Bodhidharma lui-même — dans la préface de Deux Entrées et quatre pratiques. Cette dynastie étant considérée par certains comme d’origine indo-iranienne, cela permettrait de réconcilier les informations de Tanlin avec la mention d’un Bodhidharma persan rencontré à Luoyang entre 516 et 526 par Yang Xuanzhi (楊衒之) ; une autre hypothèse avancée est que le Persan et le premier patriarche du Chan sont deux personnes différentes. La date de 440 a été avancée pour sa naissance.
Selon le Nouveau recueil des biographies de moines éminents (645) de Daoxuan (道宣), il est d’origine brahmane. Il arrive dans le royaume de Nanyue (donc par bateau) sous les Liu-Song (420–479) et traverse le Chang Jiang en direction du royaume des Wei du Nord avant la fin de la dynastie. Selon l’auteur, Bodhidharma serait mort avant 534 au voisinage de la rivière Luo où Huike l’aurait enterré dans une grotte. Certains ont de ce fait émis l’hypothèse qu’il aurait pu mourir lors des exécutions ordonnées à cet emplacement en 528 par l’empereur Xiaozhuang.
Dans l’Anthologie de la salle du patriarche (952), la légende de Bodhidharma est déjà bien constituée. Il est présenté comme disciple de Prajñātāra. Il arrive en Chine en 527 durant la dynastie Liang (502–557) et il a avec l'empereur Wu un entretien resté très célèbre :
L’empereur : « Depuis mon accession au trône, j'ai érigé des temples, copié des soutras, ordonné des moines. Combien de mérites ai-je acquis ? » Bodhidharma : « Aucun mérite ». L’empereur : « Pourquoi aucun mérite ? » Bodhidharma : « Tous ces actes ne sont que des sources impures de mérite. Ils font mûrir le fruit dérisoire de la renaissance en tant qu'être humain ou en tant que deva (dieu). Ils sont comme des ombres qui suivent la forme, sans avoir de réalité propre. » L’empereur : « Quels sont les vrais mérites ? »  Bodhidharma : « La connaissance est pure, merveilleuse et parfaite; son essence est vide et paisible. De tels mérites ne peuvent être acquis par des méthodes mondaines. »  L’empereur : « Quel est le premier sens de l'éveil saint ? » Bodhidharma : « La vaste vacuité, sans rien de sacré ». L’empereur : « Qui est devant  moi? »  Bodhidharma : « Je ne sais pas ».
L’empereur Wu des Liang étant incapable de comprendre la signification profonde du dharma, Bodhidharma traverse le fleuve Yangzi en 527 et entre dans le royaume des Wei, il s’arrête au monastère Shaolin du mont Song au Henan où il médite pendant neuf ans devant un mur, d’où est venu son surnom de « Brahmane contemplant un mur ».
Selon l’Anthologie, Bodhidharma, mort avant 536, fut enterré sur le mont Xiong'er (熊耳山) à l’est de Luoyang. Néanmoins, trois ans après, un fonctionnaire des Wei occidentaux (534-556) nommé Songyun (宋雲) l’aurait rencontré dans le Pamir alors qu’il cheminait vers l’Inde avec une seule sandale. Il lui prédit la mort prochaine de son souverain. Peu après le retour de Songyun, la prédiction se réalisa. La tombe de Bodhidharma fut ouverte et on n’y trouva qu’une sandale.
Dans La Transmission de la lampe (1004), Daoyuan (道原) prétend que Prajñātāra changea son nom originel de Bodhitāra en Bodhidharma, et qu’il ne mourut pas en Chine mais se mit un jour en route pour l'Inde sans cérémonie, tenant en main une de ses sandales.
Selon la légende Shaolin et Chan, en 475, il se rendait au monastère Shaolin, pour prêcher le Dharma selon la voie du bouddhisme mahāyāna. Mais les moines lui refusèrent l'accès. Il s'assit et fixa son regard sur le mur d'enceinte du monastère. Il y médite pendant 9 ans, en position Zazen. Il parvint (au moins de façon symbolique) à trouer le mur par son regard. Ce qui força le respect des moines et lui permit d'entrer. Il y développa l'enseignement Shaolin. Vers l'an 520, il quitta le monastère et resta en Chine, pour inaugurer le Zen.

## Héritage

### Philosophie et méditation

Bodhidharma et Huike. Encre sur papier, par Sesshũ, époque de Muromachi, XV, Japon.

Bodhidharma a transmis son enseignement contemplatif à Huike (487-593) en lui confiant les quatre volumes du Sutra de l’Entrée à Lanka (sk. Lankāvatārasūtra, ch. Léngjiā ābāduōluó bǎojīng 楞伽阿跋多羅寶經) qu’il jugeait convenable pour délivrer les Chinois. Huike est alors devenu le deuxième patriarche de l’école de la méditation en Chine. Ce serait en effet le soutra principal des premiers moines Chan selon l’Histoire des maîtres du Lanka (楞伽師資記 Léngjiā shīzī jì) du moine Jingjue (淨覺; 683–750). Ce soutra, qui se rattache à la philosophie yogacara, insiste sur l’importance de dépasser la dualité et sur l’inutilité du langage pour la transmission du dharma.
Cette notion est exprimée dans une stance célèbre attribuée à Bodhidharma, bien qu’elle date, selon H. Dumoulin, de 1008 : 
« Le zen va droit au cœur.
Vois ta véritable nature
et deviens Bouddha. »
Dans Deux entrées et quatre pratiques et le Nouveau Recueil de biographies des moines éminents, la technique de méditation de Bodhidharma est appelée « contemplation du mur » (壁觀 bìguān). L’auteur du second ouvrage précise qu’il s’agit de « calmer l’esprit » (安心 ān xīn). Ce terme a été interprété littéralement par la tradition, qui décrit Bodhidharma méditant immobile face à un mur pendant plusieurs années. Néanmoins, certains pensent qu’il s’agit d’une expression imagée et que le biguan pourrait être ce que l’on nommera plus tard le zazen (坐禪: zuòchán).

### Les légendes: Shaolin et chan
D'après la légende, Bodhidharma aurait créé et enseigné le kung-fu Shaolin aux moines du temple Shaolin, pour les aider à se défendre des animaux et des brigands qui rôdaient autour du monastère. Les recherches académiques contestent cette thèse dès le XVIIIe siècle, et certains historiens datent la création de cette légende au XVIIe siècle, avec la mention de pratiques physiques à Shaolin (qi gong) dans des passages du Yì Jīn Jīng (qu'on estime postérieur au XVIIe siècle).
La tradition rattache également Bodhidharma à la création du bouddhisme chan, au temple Shaolin. Les recherches académiques contestent cette thèse légendaire. Même si Bodhidarma avait prêché des doctrines influençant les penseurs Chan, la plupart des historiens considèrent que la désignation de Bodhidharma comme fondateur du Chan n'a pas de caractère historique.
Une légende lie Bodhidharma à la culture du thé : après avoir médité 7 ans immobile face à un mur, il se serait endormi. Pour éviter que cela ne se reproduise, il se serait coupé les paupières. En tombant à terre elles auraient donné naissance à deux plants de thé, bien utile pour maintenir éveillé les pratiquants du zazen.
Une autre légende veut que, après 9 ans de méditation, les jambes et les bras de Bodhidharma auraient pourri, ce qui serait à l’origine des statuettes sphériques de Bodhidharma et des culbutos Daruma au Japon.

### Influence au Japon
Le zen, né au Japon, hérite du chan chinois, et du son coréen implantés par Bodhidharma, 28e patriarche, notamment au sein de temples voués à la pratique des arts martiaux.
C’est Eisai (1141-1215) qui après un voyage d’étude en Chine va rapporter au Japon cette pratique du chan, bouddhisme zen issu de l'école Rinzai. Il revient au Japon en 1191. Au sein de l’aristocratie japonaise il se heurte aux écoles du bouddhisme japonais apparues aux IXe siècle et au VIIIe siècle (comme l’école Tendai, Shingon ou encore celle de la terre pure). Ainsi, en 1199 il quitte Kyoto pour la ville de Kamakura où le Shogun et les membres de sa caste de samuraïs accueillent avec enthousiasme ses enseignements zen orientés vers les arts-martiaux. Hôjô Masak, veuve du Shogun Minamoto no Yoritomo, donne à Eisai une autorisation pour construire le temple Jufuku-ji, le premier centre zen à Kamakura.
Dès lors, au Japon, Bodhidharma (達磨) est appelé Daruma (だるま), mot qui vient de Dharma, et il se trouve fort considéré au sein de la caste du bushido. Ainsi dès les débuts de la période Edo et des 250 ans de paix mis en place par le Shogunat Tokugawa, la voie du sabre suivie par les castes de samouraïs s’est tournée plus encore vers le bouddhisme issu du Daruma. Takuan Soho (1573-1645) prélat de la secte Rinzai (auteur notamment de l’Esprit Indomptable, Écrits d’un maître zen à un maître de sabre) côtoya et influença considérablement Yagyu Munenori (Heiho kadensho) et Miyamoto Musashi (Traité des cinq roues) le plus célèbre samouraï du Japon, appartenant aujourd’hui  au trésor national japonais, artiste et philosophe qui représenta à plusieurs reprises le Daruma.

### Autres
En Malaisie, on raconte que dans son voyage depuis l’Inde, Bodhidharma aborda à Palembang où il resta assez longtemps avant de se diriger vers le nord du pays. Il se serait ensuite rendu au Siam puis dans différentes régions de l’Asie du Sud-Est, propageant la méditation et les arts martiaux, avant de se rendre finalement en Chine.

#### Attribution de textes
Les historiens ne pensent pas que Bodhidharma ait laissé des traces écrites de son enseignement, ce qui serait d’ailleurs conforme à la notion de transmission du dharma sans recours au langage. Néanmoins, lui ont été attribués :
- Deux entrées et quatre pratiques (er'ru sixing lun 二入四行論)
- La Stance de la transmission du dharma sans paroles
- Sermon de la lignée du sang (xuemai lun 血脈論), japonais : ketsumyaku ron
- Sermon de la destruction des apparences (poxiang lun 破相論)
- Sermon de l’éveil (wuxing lun 悟性論)

#### Traductions
- « Traité des deux accès » in Le traité de Bodhidharma. Première anthologie du bouddhisme Chan, trad. introduction et commentaires par Bernard Faure, Le Mail, 1986, p. 67-74.
  - Autre trad. (par Guilaine Mala) : « Les deux accès à la Réalité ultime (eul jou) », in Tch'an (Zen). Racines et floraisons, in Hermès, nouvelle série, 4, Éd. des Deux Océans, 1985, p. 387-424.
- Le traité de Bodhidharma. Première anthologie du bouddhisme Chan, traduit et commenté par Bernard Faure, Paris, Seuil, coll. « Sagesses », 2000 (comprend Le traité des deux accès mais aussi trois séries de textes intitulés Mélanges I, II et III.) (rééd. de l'ouvrage paru au Mail en 1986)
- The Zen Teaching of Bodhidharma, translated by Red Pine, North Point Press, New York, 1989 : Outline of Practice (les quatre chemins vers l'Éveil), The Bloodstream Sermon (« Sermon de la lignée du sang » : exhortation à chercher le Bouddha en cherchant sa propre nature), Wake-up Sermon (le détachement comme essence de la Voie), Breakthrough Sermon (comment voir l'esprit).
- Jeffrey L. Broughton, The Bodhidharma Anthology. The Earliest Records of Zen, Berkeley, University of California Press, 1999

#### Études
- Daisetz Teitaro Suzuki, Essais sur le Bouddhisme Zen (1930-1934), trad. (1940-1943), Albin Michel, coll.« Spiritualités vivantes », t. I, 1972, p. 208-227.
- (en) Heinrich Dumoulin, (traduit de l'allemand par James Heisig & Paul Knitter, Zen Buddhism: India and China, 2005 ,Bloomington (In), World Wisdom, p. 52, 85 à 90 et 102  (ISBN 978-0-941532-89-1).
- Bernard Faure, « Introduction notes et commentaires », in Le traité de Bodhidharma. Première anthologie du bouddhisme Chan, Paris, Seuil, coll. « Sagesses », 2000
- Marc-Louis Questin, Guide initiatique des arts martiaux, Trajectoire, 2003, p. 31-38.

#### Dictionnaires
- (en) Jeffrey Broughton, « Bhodhidharma », dans Robert E. Buswell Jr. (Ed.), Encyclopedia of Buddhism, New York, Macmillan Reference, 2004, xxxiv + 1010 p. (ISBN 978-0-028-65718-9), p. 57-58
- (en) Robert E. Buswell Jr. et Donald S. Lopez Jr., The Princeton Dictionary of Buddhism, Princeton, Princeton University Press, 2014, xxxii + 1265 p. (ISBN 978-0-691-15786-3)
- Sylvie Hureau, « Bodhidharma (†ca. 530) », dans Damien Chaussende; François Martin (Dir.), Dictionnaire biographique du haut Moyen Âge chinois. Culture, politique et religion de la fin des Han à la veille des Tang (IIIe – VIe siècles), Paris, Les Belles Lettres, 2020, 848 p. (ISBN 978-2-251-45063-6, lire en ligne), p. 50-52